# 辻恭彦
辻 恭彦（つじ やすひこ、1942年6月18日 - ）は、愛知県名古屋市西区出身の元プロ野球選手（捕手）・コーチ、解説者。愛称は「ダンプ」。

## 来歴・人物

### プロ入り前
兄弟に混じって野球に興じ、小学5年生の時から本格的に取り組むようになり、中学3年次の1957年から捕手となった。
野球以外でも、小学6年生の時に西区の試合で50m自由形の新記録を出した。市の大会は大したことなかったが、潜水が得意で、飛び込んで50mくらいを潜って泳いでいた。小学3年くらいまでは、近くの川では泳げたのにプールでは怖くて足を浮かせられなかったが、兄とプールサイドを歩いていたら、ふざけた兄に右の肩口から突き落とされた。辻は慌てて必死に手足を動かしていたらプールの反対側に着き、それで「ああ、手足を一生懸命動かせばプールでも泳げるんだ」と思ってプールが平気になった。
中学卒業後は1958年に享栄商業へ進学するもグラウンドが無く、仲間と学校から走って40分も離れた山中に練習の場を整備したが、作業中に友人が土砂に巻き込まれて命を落とす。このことがきっかけで一度も練習を休まず取り組むようになり、3年次の1960年に同期のエース吉山智久（中日）とバッテリーを組み、3番打者として夏の甲子園県予選決勝に進出。後にプロで同僚となる豊橋工のエース牧勝彦を打ち崩して甲子園出場を決めたが、甲子園では1回戦で広野功・多田勉を擁する徳島商に2-4で敗退。
高校卒業後は1961年に西濃運輸へ入社し、1年目から5～6番を打つ好打者として活躍。2年目の1962年には都市対抗にチーム初出場を決めたが、1回戦で常磐炭鉱に9回サヨナラ負けを喫し、大会終了後に阪神タイガースへ入団。

### 阪神時代
1年目は秋季キャンプから一軍へ合流したがエース村山実の投球練習でストレートとカーブに圧倒されてスライダーは捕球できず耳元をかすって後逸し、村山に「もうええ、こっちが怖いわ」と言われ、続いて受けた二枚看板の小山正明の投球は完璧なコントロールという事もあって捕球できたが良い音を出せず「ヘタクソ」と言われて終了するなど、プロの洗礼を受けた。
2年目の1963年に土井垣武コーチの指導を受け、同年6月2日の中日戦（甲子園）にフランク・ヤシックの代打で初出場を果たすと、同11日の中日戦（中日）では地元の試合で初めて先発マスクを被る。角張ってずんぐりした体形で無口、毎日ブルペンで400～500球を受けるタフネスぶりであるほか、怪我が少なく丈夫で長持ちで、運送会社出身であったこともあり、土井垣に「ダンプ」というニックネームを付けられる。
3年目の1964年には9月30日のシーズン最終戦、リーグ優勝のかかった中日戦（甲子園）で河村保彦から初安打を放ち、リードでも古沢憲司・太田紘一・若生智男・ピーター・バーンサイド・渡辺省三の5人を引っ張って勝利に導いた。
1965年10月14日の広島戦（広島市民）では大羽進から初本塁打を放ったほか、リードでは村山の延長12回完投勝利をアシスト。初本塁打はレフトフェンスぎりぎりの当たりであったが、球がジャンプした山本一義のグラブに当たって弾み、スタンドに入った。山本は次の打席の時、辻に「ダンプ、スタンドに入れてやったぞ。よかったな」と笑いながら言った。同年は二軍で29打点を記録し、ウエスタン・リーグの打点王を獲得。この頃から一軍での試合出場も増え始めるが、なかなかチャンスを得られずブルペン捕手を務める日々が続き、ブルペンで何百球と受け続けるうちに捕球技術が身に付いた。投手に俺の球は速いと自身を持たせるためにミットのスポンジを抜いてほとんど素手で捕球したため、「こうすると乾いた良い音が出る。するとピッチャーはその気になるでしょう。」という辻の手はいつもパンパンに腫れ上がっていた。
1967年に江夏豊が入団すると、藤本定義監督が「江夏のように繊細でわがままなタイプにはダンプが向いとる」ということで江夏ー辻のバッテリーを編み出す。同年のシーズンオフには江夏から「もっと三振が取りたい」という相談を受けるが、辻は悩んだ末に「新たな変化球を覚えると武器のスピードを殺すので、ボール1個の単位で上下左右に投げ分けるコントロールを付けさせる」という結論に達し、江夏にそのトレーニングを命じている。
辻と江夏は名コンビと見られていたが、プライベートでもグラウンドでも普段は余り話さなかったという。綿密に打ち合わせをすることもなく、辻が江夏よりかなり年上と言うこともあり、江夏は話しかけてこなかった。阿吽の呼吸でも、意気投合でもなく、ほとんどストレートだけでカーブは様子見か、捨て球にした。コースの投げ分けによる1cmの勝負であったため、キャッチングが重要になった。ミットを3つも分解して自分に合ったオリジナルのミットを作ったり、長時間も中腰の姿勢で疲れるため、股間を守る金隠しも付けて、打撃練習の時の捕手が座る小さな椅子も考案した。ブルペンで1球ずつ投げて返球するのは大変なため、雨樋を使って投手に転がして返すというアイデアも出した。
1967年5月28日の大洋戦（川崎）ダブルヘッダー第2試合では、川崎での試合の際に楽しみにしていたラーメンをブルペンで食べた後、腹ごなしの体操がてらにバットスイングをしていたところ「ダンプ、ピンチヒッターだぞ」と代打を告げられる。森中千香良のナックルを右翼席に本塁打し、辻は自分でもよく打てたなと驚き、後にチームメイトになった際には森中に「なんで、あの球をお前が打ったんだ」と叱られた。
1968年には「ヒゲ辻」こと正捕手・辻佳紀の不調や和田徹の外野手転向もあり、先発マスク71試合を含む86試合に出場。同年は9月17日の巨人戦（甲子園）で江夏の稲尾和久の記録を破る354奪三振をアシストしたほか、10月8日の中日戦（中日）で新宅洋志から奪った383個目の三振、10月10日の中日戦（甲子園）ではMLB記録を上回る401奪三振の達成にも貢献。江夏は大事な試合では藤本に「オレが投げるときはダンプさんにしてくれ!」と直訴し、354奪三振達成の時に江夏は王貞治から三振を取って記録達成と勘違いしていたが、辻が「あと一つだ」と言って気がついた。それから王に打順が回るまで三振をわざと取らずに投げ、公言通り王から三振を奪って記録を破った。5月20日の大洋戦（川崎）では延長12回、江夏が完投勝利を飾った試合で決勝本塁打を放つが、辻は12回表に打席に向かう際、顔見知りのグラウンドボーイから「ダンプさん、打って終わらせてよ」と言われ、「よし!」と頑張って打った予告本塁打であった。6月4日の大洋戦（甲子園）では後にバッテリーを組む阪神キラーの高橋重行から生涯唯一のサヨナラ本塁打を放つが、この時はバットが折れ、西園寺昭夫のバットを借りて高橋の外のスライダーを打ったところ、まさかの本塁打となった。先発は江夏で、延長10回裏でそれまで6連続奪三振をしていたため、「ダンプさんが打たなければ、次の3人取って9連続だったのに」と思った江夏に怒られている。
1969年には田淵幸一の入団で控え捕手に回るが、キャッチング技術を江夏に信頼されていたため、江夏とはバッテリーを組む事が多かった。6月18日の中日戦（中日）では、相手の先発が小野正一のためベンチ入りしていた右打ちの捕手3人を全員使おうとなり、最初は辻佳を右翼手、辻を一塁、捕手は田淵と言われていたが、内野手から「ダンプは一塁手としては小さいからやりづらい」という声があり、辻が先発捕手、田淵は控えで始まる。この試合で辻は5番を打ち、小野のナックルを本塁打にした。同年はこの試合を含めて5番を打った試合がそれなりにあり、内角の厳しい球も来る場合もあった。当時からヘルメットはあったが、全員が被っていたわけではなく、被る選手も、左投手の時の右打者はヘルメット無しというのが多かった。最初、ヘルメットは球団からの支給ではなく、個人で買っていたが、それなりに高いため、月給の安かった辻は、帽子に硬めの段ボールを入れて被っていた。
1971年には田淵の故障により自己最多の130試合フル出場を果たし、これはセ・リーグ捕手では初の全試合出場を記録。打撃面では自己最多の8本塁打を放ったが、打率.193と2割にも到達できなかった。同年7月28日の大洋戦（川崎）では阪神時代唯一の三塁打を放っているが、この時にはセンターに打った球を後にチームメイトとなる中塚政幸が後逸し、球は転々と外野の塀の下まで行った。中塚は前進守備でバックアップもなく、辻は必死に走って二塁を回って三塁に向かった。三塁コーチは「ホームに行け」と手を回していたが、辻は息切れしており、無理と思ってストップした。自軍ベンチからは「ダンプ、普通ならもうベンチ戻って、のんびりタバコ吸ってるぞ」と野次られた。
1972年には再び田淵の控えに回り、球団の配慮で「捕手の責任者」の肩書きが付いたが、報酬は無かった。開幕前にはスポーツニッポン評論家の後藤修と対談し、村山は「打たれだすとカーッと捕手を睨む」、江夏の場合は「力が抜けちゃう。あれさえなければプロ一流の投手」と評している。
1973年8月11日のヤクルト戦（西京極）では直前に田淵の食あたりで急遽出場するが、先発の江夏は1球投げては息切れし、ベンチに主治医を置きながらの登板であった。途中、江夏にドクターストップがかかったが、「今日は代われないよ。ダンプさんが久々に出ているからね」と言って登板を続行。江夏は心臓の発作が収まるまで投げられず、辻は様子を見ながら、返球を遅らせるなど時間稼ぎをした。何度も審判から「ダンちゃん、遅いよ」と尻を蹴っ飛ばされたが、江夏は完封勝利で応えた。翌12日のダブルヘッダーでもスタメンマスクを被り、第2試合で榎本直樹からシーズン1号、同年唯一の本塁打を放った。30日の中日戦（甲子園）では江夏の史上初「延長戦ノーヒットノーラン」をアシストし、大記録達成に貢献。

### 大洋時代
1975年に辻佳紀との捕手・同姓・元チームメイト同士での交換トレードで、大洋ホエールズに移籍。この頃のチームについて、後に「とにかくピッチャーのコントロールが適当で、コンビネーションなんか誰も考えてなかった。技術も意識も両方が足らんチームでした。」と振り返っている。トレードになった時は、それまで阪神のコーチになるつもりで遊んでいたため、体が鈍っていたのを藤村隆男二軍投手コーチに鍛え直された。体は戻ったが、頭脳と勘はすぐに戻らず、大洋の投手の特徴がなかなか頭に入ってこなかったこともあって、薄暮ゲームで2球続けて平松の球をパスボールした。そして秋山登監督に「感覚もあるだろうから、二軍戦に出ろ」と言われたという。当時の大洋二軍は等々力のグラウンドにあり、辻はセンターの向こうにあった家賃5000円で水道使いたい放題、隙間風吹き放題のアパートに住んでいた。二軍の試合に出場するのは簡単であったが、この試合が雨で中止になった。1966年に一軍に上がってから試合に出なくてもずっと一軍のブルペンにいたため、引退まで一度も二軍の試合に出場したことはなかった。
2年目の山下大輔と最初に仲良くなり、千葉のオープン戦に行った時に山下はグラブの紐が切れて別のグラブを使っていたが、辻は運動具店と考えていつもバックに入れていた十手のようなものを取り出し、紐を穴に通って引っ張り、修理を完成させたことがきっかけであった。山下が「ダンプさん、こんなに早く直してくれてありがとう」と他の選手がいる前で礼を言い、チームに溶け込むことができた。
伊藤勲・福嶋久晃に次ぐ3番手捕手として記録以外でチームに貢献し、1977年には試合前練習で別当薫監督に「ダンプ、お前まだ動きそうだからもっと打ってくれ。頑張って」と言われ、実際に別当は辻を試合に起用。同年8月28日の広島戦（川崎）では杉山知隆の代打で三輪悟から逆転サヨナラ2ラン本塁打を放つなど、移籍後初めて安打が30本を超えた。伊藤が南海に移籍した1979年からは福嶋の2番手捕手となり、福嶋に疲れが見えた時にスタメンマスクを被り、随所に光るプレーを見せる。
1980年は4月24日の阪神戦（横浜）で田中由郎を好リードして同年初勝利に導くなど老獪なインサイドワークを見せたほか、6月15日の巨人戦からヤクルト、巨人戦とスタメン3試合で6打数4安打、6四球で、通算9打席連続出塁の好記録をマーク。5月29日の巨人戦（後楽園）では山倉和博を油断させての好ブロックでピンチを救い、16度走られて7度盗塁を阻止する強肩ぶりを見せた。7月の広島戦では江夏との3度目の対決で初安打も記録し、試合後に江夏に「まだ、あの人も腰が回るやないですか」と舌を巻いたが、辻は「あんなヘナチョコボール打てんでどうしますか」と返している。
1981年7月9日の広島戦（横浜）でアート・ガードナーの3ラン本塁打の際、ホームベースの踏み忘れを指摘して被弾数を減らした。記録上は三塁打として処理されランナー2人の生還は認められたが、ベース踏み忘れの本塁打取り消しは1958年9月19日の長嶋茂雄に次ぐ2人目で、ホームベースの踏み忘れは史上初であった。
1982年には日本ハムから加藤俊夫が加入し、関根潤三監督が加藤・辻・福嶋のベテラン捕手3人体制を編み出す。辻は前年6勝に終わった平松政次の再生を任されたほか、新人・若手投手の育成を主に受けることとなった。シーズンオフの契約更改では、プロ入り21年目でやっと1000万円の大台に達した。現役最年長となった1983年は関根が辻の年齢的ハンデを考えて「セーブ捕手」構想を打ち出すが、5月19日の巨人戦（福井）で平松の12年ぶりの巨人戦完封をアシストしたほか、同31日のヤクルト戦（平和台）では自身初の1試合5打点を記録するなど活躍。同年は6月時点で18試合に先発マスクを被り、この間のチーム成績は10勝7敗1分と勝ち越していた。シーズン後半に若菜嘉晴が加入すると、42歳となった1984年には出場機会が大幅に激減。
1983年6月15日の中日戦（石川県立）で鈴木孝政から最後の本塁打、8月12日の中日戦（横浜）で最後の安打を放った。
1984年は6月10日の中日戦（円山）で1-4で敗れると、試合後の千歳空港で搭乗手続きを済ませた辻に関根が近づいてきた。関根が「なぁ辻よ、つらいだろうが黙って聞いてくれ。お前はまだ体が動く。その体が動くうちに若い者に捕手術の全てを教えてやってくれないか」と物静かな口調で話すと、辻は「監督、話はわかりました。しかし結論を出すまで1週間待ってください」と言ったが、関根は「球団には明日返事をすることになっている」と言った。翌11日に横浜スタジアムそばの喫茶店で、関根に二軍コーチを引き受けることを伝えた。二軍コーチになった辻は若い捕手にサインの出し方を教え、「いいか、サインは簡単な気持ちで出すなよ、右指の一本、一本に祈りを込めて、投手にわかったな、わかったなという気持ちで出すんだ。これだけは忘れるな。捕手の出すサインには顔があるんだ。その顔が投手を説得するんだよ」と伝えた。二軍でほぼコーチ役となったが、平松の引退試合となった10月13日のヤクルト戦（横浜）が、辻にとっても最終出場となった。同年引退。
捕手で実働22年は、中嶋聡の29年、谷繁元信の27年、野村克也の26年、八重樫幸雄の23年に次ぐ記録である。

### 現役引退後
引退後は大洋→横浜で二軍バッテリーコーチ（1985年, 1997年 - 1998年）・二軍捕手コーチ（1986年 - 1987年）・二軍育成チーフコーチ（1993年 - 1995年）・二軍育成兼バッテリーコーチ（1996年）、阪神で一軍バッテリーコーチ（1988年, 1990年）・二軍バッテリーコーチ（1989年, 1991年 - 1992年）を務めた。横浜退団後はWIEN BASEBALL CLUBコーチ（1999年）、横浜球友クラブでコーチ（2000年 - 2001年）・助監督（2002年 - 2003年）、国際総合伊勢原クラブ監督（2005年 - 2014年）、四国アイランドリーグ巡回コーチ（2005年）、明治学院大学総合コーチ（2015年）を務めた。
阪神コーチ時代には大洋時代にバッテリーを組んだ高橋が二軍投手コーチで同僚となり、一緒にアメリカ教育リーグに投手6人を連れていったこともある。毎週5日間試合をやり、アメリカのマイナーリーグでプレー経験がある高橋に現地で色々と世話になったほか、大きなタラバガニを一緒に食べまくったこともあった。木戸克彦が、練習中の油断したプレーで仲間から厳しい言葉を掛けられ、イップスになった際、トスを捕ってネットに向かってスローさせるのを繰り返す練習で克服させた。
横浜コーチ時代は近藤昭仁監督から「今度、俺が監督になるんだが、一軍のコーチで来てくれんか」と言われたのが就任のきっかけであるが、後で近藤から泣きながら電話があり、「何度も止めたんだが、フジテレビの常務と球団社長が約束してしまって、大矢が一軍のバッテリーコーチになったんだ。すまん、ダンプ･････」と告げられる。二軍のコーチももう決まっていたが、球団は急遽、辻のために育成部を創設。コーチは辻と小山昭吉だけで、一軍に入ってきた高卒の選手、遠征の残留選手、故障選手、一軍の調整選手が担当であった。日本初の育成部であり、具体的な仕事が決まっていたわけではなかったが、2年目の1994年のメンバーには自主トレで頑張り過ぎて手首を痛めた波留敏夫と右鎖骨を痛めていた万永貴司がいた。その年には弘田澄男一軍外野守備・走塁コーチが、まだ二軍選手であった鈴木尚典を室内に連れてきて、「辻さん、こいつボールを投げれんくなった」と相談に来る。鈴木はイップスで肩も痛めていたが、上に向かって投げるネットピッチをさせ、2日くらいで治した。横須賀スタジアムに室内練習場を作る時、当時は室内も投手前のネットだけで天井に当たった球が投手の頭に落ちてきて危なかったため、辻らがアイデアを出した。上から網を2枚垂らして勢いを殺すようにしたり、ベースを前に出して後ろにネットを張り、次のバッターの待機場を作ったりした。育成部に所属していたが、1998年、一軍のリーグ優勝の2日前にの竹之内雅史二軍監督と共に呼ばれて、大堀隆球団社長らに「来年は契約せんよ。」と通告された。辻は「もうちょっと待てば優勝味わえるのに意地悪ですよね。もうベテランを大事にしてほしいよな。竹之内とボヤいていました。」と述べている。横浜時代に育成指導した選手には、万永・波留のほか、米正秀・紀田彰一・多村仁志・福盛和男・相川亮二らがおり、その後一軍で長く活躍した選手が多かった。特に相川には「お前なんかプロで活躍できないから、今すぐ辞めて帰れ」と厳しく言ったこともあったが、目がピントを合わせている周辺に見える「間接視野」を教えたほか、「心眼」という言葉を使って、至近距離でノックする打球を目で追わずに捕球する練習を繰り返した。
横浜退団後は「WIEN BASEBALL CLUB」を8ヵ月だけ指導し、伊勢原クラブには立ち上げから参加。硬球で初めてやるような選手も多く、最初は一から教えていた。興味が湧いた整体学校の「国際総合健康専門学校」へ通い、半年で整体師の資格を取得。大洋時代のチームメイトで横浜コーチとしても同僚であった米田慶三郎と共に少年野球教室をやったこともあったほか、テレビ神奈川「YOKOHAMAベイスターズナイター」解説者（1999年 - 2007年）も務め、プロ野球マスターズリーグでは札幌アンビシャスに所属。現在もシーズン中は全6試合をテレビ観戦しながら捕手の配球をチェックするのが趣味で、整体師や国際総合健康専門学校の講師も務めている。
2020年4月より、週刊ベースボールでコラム「ダンプ辻のキャッチャーはつらいよ」を連載。当初は全4回の予定であったが、最終的に2023年8月まで全162回の長期連載となった。横浜市保土ケ谷区にある自宅の郵便ポストにはひっきりなしに野球ファンからの手紙やハガキが舞い込み、現役時にはファンレターに縁が無かった辻は1通1通に目を通している。雑誌社やスポーツ記者からの取材依頼があったため、読者が激増した。

## エピソード

### 野球関連
- 辻が在籍していた頃の阪神は癖を盗むとか、細かにデータを分析することは無かったが、辻は独自に常に研究していた。広島の外木場義郎は振りかぶった時に右手首が曲がるとカーブであり、その癖を見抜いて本塁打にしたところ、外木場は「阪神にそんなに選手がいるんだ」と驚いていた[5]。
- 磨きに磨いたインサイドワークは高く評価され、大洋移籍後も遠藤一彦らエース級の投手から「ダンプさんに受けてもらうと勝てる」と言ってもらった[5]。

### 野球以外
- ライト側のラッキーゾーンにあったブルペンは照明が薄暗く、ナイターの時に代打と言われて打席に入ると、ギャップから、まぶしいくらいに感じた。いつも5回くらいから、その日、出番の無いベテラン投手がずらずらと入ってきた。彼らはいつも通路の途中にあった焼き鳥屋で、ゲソ焼きを箱で5、6個買って持ってきた。辻は先発投手の球を受けた後に二番手の球を受けるが、見ていて先発が5回くらい持ちそうとなれば、その後は少しのんびりできた。それでやれやれと椅子に座っていると、小山などベテラン選手が「おおい、ダンプ」と呼ぶ。呼ばれて行くとゲソ焼きが置いてあって、一緒に食べて少しのんびりした。コーチは嫌そうな顔をしていたが、小山には誰も言えなかった[26]。
- 大洋二軍コーチ時代は、夏に巨人と一緒に北海道各地で10試合くらいをする遠征が恒例であった。スタルヒン球場のある旭川から紋別にバスで移動するが、途中に物凄く長い直線の道路があった。周りに何もない北海道ならではの景色で、前も後ろもまったく自動車が走っていないにもかかわらず、絶対60km以上は出さないバスの運転に苛々し、何度も運転手に言ったが「バスはすぐ怒られるんですよ」と言って駄目であった。紋別では伊藤の知り合いに世話になり、北海道に初めて揚がるという、美味しいケガニを2日間、食べまくった。辻は「ファーム時代は試合のことは、ほとんど覚えていないけど、そういう食べ物のことばかり思い出すんですよね」と振り返っている[27]。
- 大洋二軍が横浜カントリークラブにあったグラウンドから撤退し、横須賀の長浦に球場を造ることになった時、その間に平塚で練習していたが、夏の北海道遠征で10日ほど早めに行って帯広でキャンプをすることになった。緑ヶ丘球場自体は普通であったが、近くにあった市営の多目的グラウンドが綺麗で大きかった。天然芝で縦横が200mと100mの四角いグラウンドで、不思議なことに25mのベンチが4つあった。合わせたら100mのベンチで半分は背もたれがついていて、選手に1周600mを走らせたり、200m、100mのダッシュをさせたり、ベンチを飛び越えさせたり、背もたれに片足ずつ上げさせたりと、いろいろなことをさせた[27]。
- 札幌円山球場で試合があった際は、終わった後にビール園へ20人くらいで出掛けて、ジンギスカンを食べて大騒ぎするのが楽しみであった[27]。
- 北海道は何を食べても美味しかったが、辻が日本各地で食べて一番美味しかったと語るのは、仙台に初めて行ったときに食べたササニシキで、米がこんなおいしいんだと驚いた[27]。
- 整体講師として生徒の1人に元力士の三杉里公似がいた。現在も開業する意思はないが、近所のお年寄りの健康を保つために整体をすすめている。取材の合間に記者に整体をしたこともあり、記者は体が楽になり、歩きが軽くなっていた[5]。

## 詳細情報

### 年度別打撃成績
| 年 度      | 球 団      | 試 合 | 打 席 | 打 数 | 得 点 | 安 打 | 二 塁 打 | 三 塁 打 | 本 塁 打 | 塁 打 | 打 点 | 盗 塁 | 盗 塁 死 | 犠 打 | 犠 飛 | 四 球 | 敬 遠 | 死 球 | 三 振 | 併 殺 打 | 打 率 | 出 塁 率 | 長 打 率 | O P S |
| ---------- | ---------- | ----- | ----- | ----- | ----- | ----- | -------- | -------- | -------- | ----- | ----- | ----- | -------- | ----- | ----- | ----- | ----- | ----- | ----- | -------- | ----- | -------- | -------- | ----- |
| 1963       | 阪神       | 4     | 6     | 6     | 0     | 0     | 0        | 0        | 0        | 0     | 0     | 0     | 0        | 0     | 0     | 0     | 0     | 0     | 0     | 0        | .000  | .000     | .000     | .000  |
| 1964       | 阪神       | 4     | 7     | 6     | 0     | 1     | 0        | 0        | 0        | 1     | 0     | 0     | 0        | 1     | 0     | 0     | 0     | 0     | 0     | 0        | .167  | .167     | .167     | .334  |
| 1965       | 阪神       | 9     | 29    | 28    | 1     | 6     | 0        | 0        | 1        | 9     | 1     | 0     | 1        | 0     | 0     | 1     | 0     | 0     | 3     | 1        | .214  | .241     | .321     | .563  |
| 1966       | 阪神       | 19    | 26    | 25    | 0     | 1     | 1        | 0        | 0        | 2     | 0     | 0     | 0        | 0     | 0     | 0     | 0     | 1     | 10    | 2        | .040  | .077     | .080     | .157  |
| 1967       | 阪神       | 26    | 34    | 32    | 6     | 6     | 0        | 0        | 3        | 15    | 6     | 0     | 0        | 0     | 0     | 2     | 0     | 0     | 7     | 1        | .188  | .235     | .469     | .704  |
| 1968       | 阪神       | 86    | 278   | 248   | 17    | 63    | 10       | 0        | 7        | 94    | 29    | 0     | 1        | 3     | 1     | 22    | 2     | 4     | 41    | 5        | .254  | .324     | .379     | .703  |
| 1969       | 阪神       | 83    | 230   | 200   | 10    | 45    | 11       | 0        | 3        | 65    | 24    | 0     | 3        | 1     | 2     | 24    | 1     | 3     | 32    | 6        | .225  | .314     | .325     | .639  |
| 1970       | 阪神       | 62    | 171   | 150   | 6     | 33    | 5        | 0        | 1        | 41    | 9     | 1     | 1        | 5     | 0     | 14    | 3     | 2     | 23    | 7        | .220  | .295     | .273     | .569  |
| 1971       | 阪神       | 130   | 445   | 399   | 21    | 77    | 9        | 1        | 8        | 112   | 27    | 5     | 1        | 12    | 1     | 28    | 4     | 5     | 47    | 11       | .193  | .254     | .281     | .535  |
| 1972       | 阪神       | 58    | 99    | 87    | 12    | 17    | 3        | 0        | 4        | 32    | 9     | 0     | 0        | 0     | 1     | 10    | 3     | 1     | 11    | 3        | .195  | .283     | .368     | .651  |
| 1973       | 阪神       | 24    | 63    | 57    | 2     | 12    | 1        | 0        | 1        | 16    | 1     | 0     | 0        | 2     | 0     | 4     | 0     | 0     | 10    | 3        | .211  | .262     | .281     | .543  |
| 1974       | 阪神       | 23    | 47    | 43    | 3     | 6     | 1        | 0        | 1        | 10    | 3     | 0     | 0        | 2     | 1     | 1     | 0     | 0     | 8     | 4        | .140  | .156     | .233     | .388  |
| 1975       | 大洋       | 31    | 34    | 31    | 1     | 5     | 0        | 0        | 1        | 8     | 1     | 0     | 0        | 0     | 0     | 3     | 0     | 0     | 6     | 0        | .161  | .235     | .258     | .493  |
| 1976       | 大洋       | 12    | 19    | 16    | 0     | 2     | 0        | 0        | 0        | 2     | 1     | 0     | 0        | 0     | 0     | 3     | 0     | 0     | 3     | 2        | .125  | .263     | .125     | .388  |
| 1977       | 大洋       | 54    | 127   | 110   | 10    | 30    | 8        | 0        | 1        | 41    | 10    | 0     | 0        | 1     | 0     | 16    | 1     | 0     | 30    | 1        | .273  | .365     | .373     | .738  |
| 1978       | 大洋       | 37    | 85    | 69    | 7     | 14    | 0        | 0        | 3        | 23    | 7     | 0     | 0        | 2     | 0     | 12    | 4     | 2     | 18    | 0        | .203  | .337     | .333     | .671  |
| 1979       | 大洋       | 55    | 112   | 88    | 13    | 18    | 3        | 1        | 3        | 32    | 6     | 0     | 1        | 4     | 0     | 18    | 3     | 2     | 27    | 2        | .205  | .352     | .364     | .715  |
| 1980       | 大洋       | 50    | 71    | 58    | 10    | 12    | 4        | 0        | 0        | 16    | 4     | 0     | 0        | 1     | 0     | 12    | 1     | 0     | 20    | 1        | .207  | .343     | .276     | .619  |
| 1981       | 大洋       | 54    | 101   | 86    | 7     | 20    | 4        | 0        | 1        | 27    | 5     | 0     | 0        | 6     | 0     | 9     | 1     | 0     | 14    | 1        | .233  | .305     | .314     | .619  |
| 1982       | 大洋       | 75    | 128   | 118   | 7     | 23    | 4        | 1        | 3        | 38    | 7     | 1     | 0        | 2     | 0     | 8     | 1     | 0     | 15    | 5        | .195  | .246     | .322     | .568  |
| 1983       | 大洋       | 72    | 147   | 132   | 9     | 27    | 3        | 1        | 3        | 41    | 13    | 1     | 0        | 9     | 0     | 6     | 1     | 0     | 28    | 3        | .205  | .239     | .311     | .550  |
| 1984       | 大洋       | 6     | 10    | 9     | 0     | 0     | 0        | 0        | 0        | 0     | 0     | 0     | 0        | 1     | 0     | 0     | 0     | 0     | 0     | 1        | .000  | .000     | .000     | .000  |
| 通算：22年 | 通算：22年 | 974   | 2269  | 1998  | 142   | 418   | 67       | 4        | 44       | 625   | 163   | 8     | 8        | 52    | 6     | 193   | 25    | 20    | 353   | 59       | .209  | .285     | .313     | .597  |

- 各年度の太字はリーグ最高

### 背番号
- 67 （1962年）
- 44 （1963年 - 1967年）
- 20 （1968年 - 1974年）
- 8 （1975年 - 1984年）
- 82 （1985年 - 1987年）
- 74 （1988年 - 1992年）
- 91 （1993年 - 1998年）